# Pascale Taurua
Pascale Taurua, née en 1961 à Nouméa, est une artiste-peintre française élue Miss Nouvelle-Calédonie 1977, puis Miss France 1978. Elle succède à Véronique Fagot, Miss France 1977. Elle est la 48e Miss France.
Quelques mois après son élection, elle préfère retourner en Nouvelle-Calédonie plutôt que d’assurer son rôle de Miss France en métropole durant une année. Brigitte Konjovic, sa 1re dauphine et Miss Paris, devient miss France mais rend la couronne peu après. Par conséquent le titre de Miss France 1978 revient à la 2e dauphine Kelly Hoarau, Miss Réunion, qui accepte la couronne.
Pascale Taurua est aujourd'hui artiste-peintre.[réf. nécessaire]

## Élection de Miss France
Le 28 décembre 1977, dans le mail des Mercuriales à Bagnolet, un grand jury, parmi lequel figurent Jean-Claude Boutier et Kiki Caron, décerne le titre de Miss France 1978 à l'une des cinquante-trois finalistes. Ce titre est qualificatif pour les concours de monde Miss Univers à Mexico, Miss International à Tokyo et Miss Monde à Londres. Pascale Taurua est élue Miss France. Elle est la première Miss Nouvelle-Calédonie élue Miss France.
Ses dauphines sont :
- 1re Dauphine : Miss Paris, Brigitte Konjovic
- 2e Dauphine : Miss Réunion, Kelly Hoarau.

Après six mois de règne, Pascale Taurua décide de rendre son titre. Sa première dauphine Brigitte Konjovic devient Miss France, est finaliste à Miss Univers mais rend la couronne au bout de quelques mois. Sa deuxième dauphine Kelly Hoarau accepte et récupère donc le titre de Miss France.